# Joana Bastos
Joana Bastos (Lisboa, 4 de novembro de 1978) é uma atriz portuguesa. Teve a sua formação na Escola Profissional de Teatro de Cascais.

## Filmografia

### Televisão
| Período | Título              | Personagem        | Nota(s)   | Ref   |
| ------- | ------------------- | ----------------- | --------- | ----- |
| 2002    | O Olhar da Serpente | Lina              |           | [ 1 ] |
| 2002-03 | Amanhecer           | Berta             |           | [ 2 ] |
| 2004    | Baía das Mulheres   | Cláudia           |           |       |
| 2007    | Floribella          |                   |           |       |
| 2007    | Fascínios           | Elvira Andrade    |           |       |
| 2008    | A Decisão           | Daniela           | Telefilme |       |
| 2008    | A Outra             | Maria João        |           |       |
| 2011    | Não Desistas de Mim | Assistente Social | Telefilme |       |
| 2012    | Morangos com Açúcar | Pivot Telejornal  |           |       |
| 2012    | Doida por Ti        |                   |           |       |
| 2014    | Mulheres            | Olga              |           |       |

## Teatro
- O corcunda de Notre Dame - Teatro Infantil de Lisboa
- Os Três Mosqueteiros - Teatro Infantil de Lisboa
- A Ilha do Tesouro - Teatro Infantil de Lisboa
- A Bela e o Monstro - Teatro Infantil de Lisboa
- Triângulo - Teatroesfera
- As Aventuras de Celestino Ventura no Século da Lua - Teatro da Trindade
- Fantasia para Tr3s - Teatro Malaposta|}